# Сиврије
Сиврије (фр. Civrieux) је насељено место у Француској у региону Рона-Алпи, у департману Ен (Рона-Алпи).
По подацима из 2011. године у општини је живело 1347 становника, а густина насељености је износила 68,17 становника/km².

## Демографија
| 1962. | 1968. | 1975. | 1982. | 1990. | 2011. |
| ----- | ----- | ----- | ----- | ----- | ----- |
| 480   | 492   | 536   | 763   | 954   | 1.347 |